# Roger Crozier Saving Grace Award
Roger Crozier Saving Grace Award — nagroda przyznawana w latach 2000-2007 w lidze NHL bramkarzowi, który uzyskał najwyższy procent obronionych strzałów w sezonie zasadniczym i jednocześnie zagrał w minimum 25 meczach. 
Trofeum przyznano siedmiokrotnie, sześciu różnym zawodnikom. Jedynym bramkarzem nagrodzonym dwukrotnie jest Marty Turco. Oprócz samej statuetki laureat otrzymywał również kwotę 25 tysięcy USD do przeznaczenia na wybrany program edukacyjny lub szkoleniowy, również w zakresie wsparcia młodzieżowych drużyn hokejowych. 

## Lista nagrodzonych
- 2023-2024 - Anthony Stolarz, Florida Panthers
- 2022-2023 - Linus Ullmark, Boston Bruins
- 2021-2022 - Igor Szestiorkin, New York Rangers
- 2020-2021 - Alex Nedeljkovic, Carolina Hurricanes
- 2019-2020 - Anton Chudobin, Dallas Stars
- 2018-2019 - Ben Bishop, Dallas Stars
- 2017-2018 - Carter Hutton, St. Luis Blues
- 2016-2017 - Siergiej Bobrowski, Columbus Blue Jackets
- 2015-2016 - Brian Elliott, St. Luis Blues
- 2014-2015 - Carey Price, Montreal Canadiens
- 2013-2014 - Josh Harding, Minnesota Wild
- 2012-2013 - Craig Anderson, Ottawa Senators
- 2011-2012 - Brian Elliott, St. Louis Blues
- 2010-2011 - Tim Thomas, Boston Bruins
- 2009-2010 - Tuukka Rask, Boston Bruins
- 2008-2009 - Tim Thomas, Boston Bruins
- 2007-2008 - Dan Ellis, Nashville Predators

- 2006-2007 - Niklas Bäckström, Minnesota Wild
- 2005-2006 - Cristobal Huet, Montreal Canadiens
- 2004-2005 - nie przyznano z powodu lockoutu
- 2003-2004 - Dwayne Roloson, Minnesota Wild
- 2002-2003 - Marty Turco, Dallas Stars
- 2001-2002 - Jose Theodore, Montreal Canadiens
- 2000-2001 - Marty Turco, Dallas Stars
- 1999–2000 - Ed Belfour, Dallas Stars

## Najlepsi przed ustanowieniem nagrody
Bramkarze z największym procentem obronionych strzałów przed ustanowieniem Roger Crozier Saving Grace Award.
- 1998-1999 - Dominik Hašek, Buffalo Sabres
- 1997–1998 - Dominik Hašek, Buffalo Sabres
- 1996–1997 - Dominik Hašek, Buffalo Sabres
- 1995–1996 - Dominik Hašek, Buffalo Sabres
- 1994–1995 - Dominik Hašek, Buffalo Sabres
- 1993–1994 - Dominik Hašek, Buffalo Sabres
- 1992–1993 - Curtis Joseph, St. Louis Blues
- 1991–1992 - Patrick Roy, Montreal Canadiens
- 1990–1991 - Ed Belfour, Chicago Blackhawks
- 1989–1990 - Patrick Roy, Montreal Canadiens
- 1988–1989 - Patrick Roy, Montreal Canadiens
- 1987–1988 - Patrick Roy, Montreal Canadiens
- 1986–1987 - Ron Hextall, Philadelphia Flyers
- 1985–1986 - Bob Froese, Philadelphia Flyers
- 1984–1985 - Warren Skorodenski, Chicago Blackhawks
- 1983–1984 - Roland Melanson, New York Islanders
- 1982–1983 - Roland Melanson, New York Islanders